# Музей ван Аббе
Музей ван Аббе (нід. Van Abbemuseum) — музей модернізму і сучасного мистецтва в центрі Ейндговена ( Нідерланди), на східному березі річки Доммел. Заснований в 1936 році він носить ім'я свого засновника Хенрі ван Аббе , любителя сучасного мистецтва, який бажав подарувати його Ейндховену. Станом на 2010 рік в колекції музею знаходилося понад 2700 творів мистецтва, з яких близько 1000 були виконані на папері, 700 картин, а 1000 - скульптури, художні інсталяції та відеороботи.
Музей має у своєму розпорядженні площу в 9 825 м² і одну з найбільших у світі колекцій Лазаря Лисицького. Серед іншого в зборах музею також представлені роботи Пабло Пікассо і Василя Кандинського. Бібліотека музею володіє найбільшою в Європі колекцією російської книги художника і російських літографованих видань 1930-х років - фонд "LS collection", зібрана і передана в дар колекціонерами Альбертом Лемменс і Сержем Стоммелсом .

## Історія
Первісна колекція музею була придбана міською радою Ейндховена в 1934 році за угодою з Хенрі ван Аббе, приватним колекціонером і місцевим виробником сигар. У відповідь на покупку частини його колекції фабрика Ван Аббе профінансувала будівництво будівлі музею, який відкрився в 1936 році. Він був зведений за проектом архітектора Олександра Крофоллера і являє собою в плані симетричний набір галерей в традиціоналістському стилі. Музей в публікаціях приблизно до 1990 року іменувався як «Stedelijk Van Abbemuseum», після чого отримав свою нинішню назву.

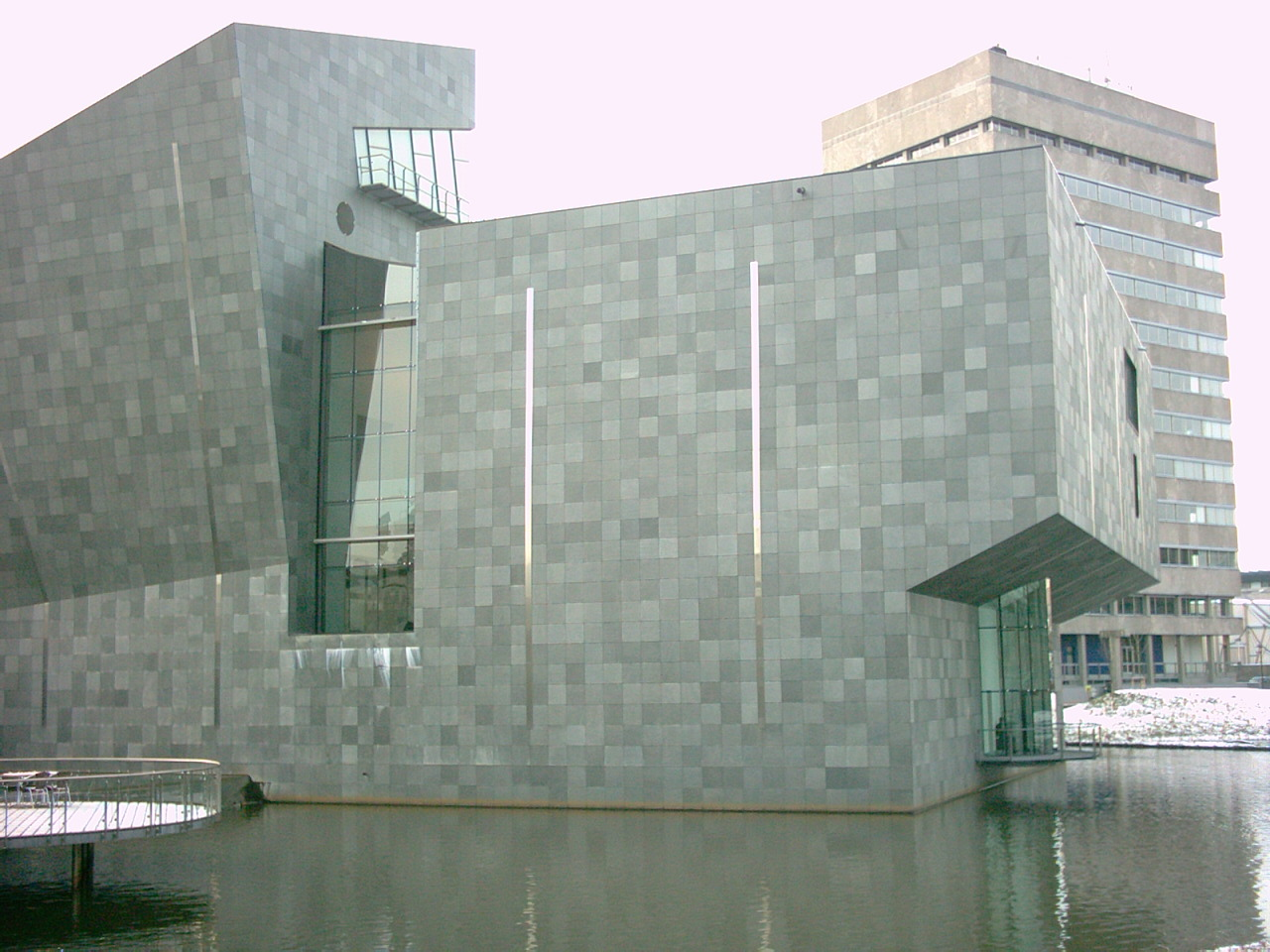
Нова прибудова музею. Вид на південний схід з міською ратушею.

Оскільки будівля перестала відповідати сучасним вимогам, тому було зведено нову прибудову, включаючи 27-метрову вежу, спроектовану Абелем Каен. Вона була відкрита в 2003 році в присутності королеви Беатрікс.

## Колекція
Первісна колекція музею включала роботи Яна Сльойтерса, Карела Віллінка і Ісаака Ісраельса серед інших, переважно нідерландських і бельгійських сучасних робіт. Музей також придбав інші твори мистецтва у свого засновника Хенрі ван Аббе до його смерті в 1940 році.
Колекція музею найбільш активно розвивалася під керівництвом Еді де Вільде і Руді Фухса . У той час як Еді де Вільде купував класичні модерністські роботи Пікассо і інших художників, Фукс набував твори художників свого покоління, зокрема концептуальні роботи з американського та німецького  живопису.
Нинішній директор Чарльз Еше  розширив географію представленого в музеї мистецтва, концентруючись на покупку творів художників з Центральної та Східної Європи, включаючи Недко Солакова, Младена Стіліновіча, Вільгельма Сасналя, Артура Змієвського, а також відеороботи ізраїльського художника Яеля Бартани.
До пізніших придбань відносяться твори Пабло Пікассо, Василя Кандинського і Піта Мондріана. Музей також всесвітньо відомий тим, що має одну з найбільших колекцій робіт Лазаря Лисицького.
У музеї також зберігається колекція постерів ситуаціоніста Жаклін де Йонг, зроблених  в Парижі в травні 1968 року.